# Associação Atlética Acadêmica Oswaldo Cruz
A Associação Atlética Acadêmica Oswaldo Cruz (AAA Osvaldo Cruz ou AAAOC) representa a instituição esportiva dos alunos da Faculdade de Medicina da Universidade de São Paulo. Fundada em 8 de outubro de 1928 e reconhecida de utilidade pública pela lei 8.454 de 4 de Dezembro de 1960, é o órgão desportivo que representa os acadêmicos da Faculdade de Medicina da Universidade de São Paulo (FMUSP) e os médicos pós-graduandos (residentes) do Complexo Hospital das Clínicas (HC). O Conjunto de Edificações da Associação Atlética Acadêmica Oswaldo Cruz é patrimônio tomado pelo CONDEPHAAT.

## História
Os acadêmicos da Faculdade de Medicina, ressentidos de espaços próprios para a prática esportiva, conquistaram, nas primeiras décadas do século XX, um campo de futebol em uma área densamente arborizada, embrião da futura Associação Atlética Acadêmica Oswaldo Cruz – AAAOC, fundada em 8 de agosto de 1956. As primeiras construções da Praça de Esportes datam de 1931, quando o Departamento Esportivo integrava o Centro Acadêmico Oswaldo Cruz – CAOC. Atualmente, a AAAOC, que é independente do CAOC, tem sido administrada exclusivamente por alunos eleitos anualmente. Conta com três quadras poliesportivas, duas delas cobertas, um campo de futebol oficial, uma quadra de tênis, uma piscina semi-olímpica, um barco-escola, pista de atletismo, salas para aulas de judô, alteres e tênis de mesa, construções estas erguidas em meio à vegetação que ainda é exuberante no local, possuindo trilhas para caminhadas.